# Zell unter Aichelberg
Zell unter Aichelberg è un comune tedesco di 3 171 abitanti, situato nel land del Baden-Württemberg.